# Alexandros Zaimis
Alexandros Zaimis (grekiska: Αλέξανδρος Ζαΐμης), född den 15 november 1855 (enligt andra uppgifter 1851) i Aten, död den 9 september 1936, var en grekisk statsman, son till Thrasivoulos Zaimis. Han var president 1929-35 och dessförinnan regeringschef i flera omgångar, sista gången 4 december 1926-4 juli 1928.
Zaimis studerade i Berlin, Leipzig, Heidelberg (där han vann juris doktorsgrad) och Paris, valdes 1881 till parlamentsledamot för sin fars forna valkrets Kalávryta och slöt sig till sin släkting Delyannis i dennes opposition mot Trikoupis. Zaimis var 1890-92 först justitieminister och sedan inrikesminister i Delyannis ministär, förberedde som sådan en välbehövlig reform av juryinstitutionen, vilken sedan genomfördes av Trikoupis, och ingrep med kraft mot hasardspel. Han blev sedermera parlamentets president, motsatte sig 1897 Delyannis oförsiktiga krigspolitik och blev i oktober samma år, efter ministären Rallis avgång, konseljpresident och utrikesminister i den ministär, som fick den svåra uppgiften att genomdriva godkännandet av den hårda freden med Turkiet och sätta i verket den europeiska kontrollen över Greklands finanser. Besegrad vid nyvalen 1899, nödgades han i april samma år vika för Trikoupis, men blev i november 1901 ånyo konseljpresident. Till följd av Delyannis envisa obstruktion i parlamentet kunde Zaimis föga uträtta och avgick efter Delyannis seger vid nyvalen i december 1902. 
Han blev den 29 september 1906 prins Georgs efterträdare som överkommissarie på Kreta, men mötte där med varje år växande svårigheter till följd av befolkningens iver för omedelbar förening med Grekland och nedlade i augusti 1909 sitt ämbete. Under Första världskriget kallades Zaimis ånyo i en för Grekland brydsam situation till statens roder, nämligen vid Venizelos nödtvungna avgång i oktober 1915 efter de allierades trupplandsättning i Saloniki. Han avgick redan i november samma år till följd av ett nederlag i det av Venizelos behärskade parlamentet, men utsågs efter ministären Skouloudis fall våren 1916 ånyo av kung Konstantin till konseljpresident och utrikesminister. Efter fruktlösa försök till uppgörelse med ententemakterna utan neutralitetens fullständiga uppgivande avgick han i september samma år, men var i juni samma år mellanhand mellan den till Aten av de allierade sände franske generalkommissarien Jonnart vid förhandlingarna om Konstantins avsägelse av regeringsmakten. Då Venizelos efter den skedda omvälvningen tydligen var situationens man, avgick Zaimis redan den 25 juni samma år och framträdde därefter inte på länge i det politiska livets förgrund.